# 1474
سنة 1474 كانت سنة بسيطة تبدأ يوم السبت (الرابط يظهر نموذج التقويم الكامل للسنة) من التقويم اليولياني.

## أحداث
- تأسيس مدينة ديرا غازي خان وتقع حاليا في باكستان.
- حصار إشقودرة 1474 في الفترة ما بين أبريل و8 أغسطس.

## مواليد
- بارتولومي دي لاس كاساس
- خوان دييغو
- رولاند دي فيلفايل
- عروج بربروس قبطان وأمير مسلم اشتهر هو وأخوه خير الدين بجهادهما البحري
- لودوفيكو أريوستو شاعر إيطالي

## وفيات
- غيندون دروب
- ابن أمير حاج